# Philodromus albofrenatus
Philodromus albofrenatus là một loài nhện trong họ Philodromidae.
Loài này thuộc chi Philodromus. Philodromus albofrenatus được Eugène Simon miêu tả năm 1907.